# Закон о королевских браках 1772 года
Закон о королевских браках 1772 года — бывший акт парламента Великобритании, который предписывал условия, при которых члены британской королевской семьи могли заключать действительный брак, чтобы защититься от браков, которые могли бы умалить статус королевского дома. Право вето, предоставленное суверену этим законом, вызвало резкую негативную критику во время его принятия.
Он был отменен в результате Пертского соглашения 2011 года, которое вступило в силу 26 марта 2015 года. Согласно Закону о престолонаследии 2013 года, первым шести лицам в очереди на престол необходимо разрешение на вступление в брак, если они и их потомки хотят остаться в линии преемственности.

## Положения закона
В Законе говорилось, что ни один потомок короля Георга II, мужчина или женщина, за исключением потомков принцесс, которые вышли замуж или могли впоследствии выйти замуж за представителей «иностранные семьи», не может вступить в брак без согласия правящего монарха, «заверенного большой печатью и объявленного в совете». Это согласие должно было быть указано в лицензии и в реестре браков и внесено в книги Тайного совета. Любой брак, заключенный без согласия монарха, должен был быть недействительным.
Однако любой член королевской семьи старше 25 лет, которому было отказано в согласии суверена, мог вступить в брак через год после уведомления Тайного совета о намерении вступить в брак, если обе палаты парламента не заявляли о своем прямом несогласии. Однако не было ни одного случая, когда согласие суверена в Совете было официально отклонено, хотя был один случай, когда его запрашивали, но запрос был проигнорирован, и другие случаи, когда его не запрашивали, поскольку в нем, скорее всего, будет отказано.
Кроме того, Закон сделал преступлением совершение или участие в незаконном браке любого члена королевской семьи. Это положение было отменено Законом об уголовном праве 1967 года.